# Kishni
Kishni é uma cidade e uma nagar panchayat no distrito de Mainpuri, no estado indiano de Uttar Pradesh.

## Geografia
Kishni está localizada a 27° 01′ N, 79° 16′ L. Tem uma altitude média de 153 metros (501 pés).

## Demografia
Segundo o censo de 2001, Kishni tinha uma população de 8913 habitantes. Os indivíduos do sexo masculino constituem 53% da população e os do sexo feminino 47%. Kishni tem uma taxa de literacia de 60%, superior à média nacional de 59.5%: a literacia no sexo masculino é de 68% e no sexo feminino é de 51%. Em Kishni, 19% da população está abaixo dos 6 anos de idade.